# Самозлейка
Самозлейка — село Ковылкинского района Республики Мордовия в составе Мамолаевского сельского поселения. 

## География
Находится на расстоянии примерно 30 километров по прямой на север от районного центра города Ковылкино.

## История
Село известно с 1869 года, когда оно было учтено как казенная деревня Краснослободского уезда из 90 дворов. 

## Население
Постоянное население составляло 308 человек (мордва-мокша 97%) в 2002 году, 261 в 2010 году .